# Evangelický hřbitov v Těrlicku
Evangelický hřbitov v Těrlicku v okrese Karviná se nachází u přehrady, poblíž silnice I/11 na Český Těšín. Má rozlohu přibližně 3200 m².

## Historie
Evangelický (luterský) hřbitov v Horním Těrlicku byl založen roku 1857 na pozemku věnovaném Bernardem Baronem. V letech 1860–1862 na něm byla vystavěna  jednolodní zděná hřbitovní kaple s půlkruhovým závěrem a hranolovou věží ukončenou cibulí s křížem. Od roku 2006 je tato kaple památkově chráněna. Na věži kaple byly roku 1867 zavěšeny tři zvony, zrekvírované během první světové války. O dva roky později byl v kapli instalován oltář s obrazem. Roku 1899 byl hřbitov zvětšen. Roku 1919 byly na věž hřbitovní kaple zavěšeny tři železné zvony, které byly roku 1995 přeneseny na nově vystavěnou věž evangelického kostela v Těrlicku.
K význačným osobnostem, pohřbeným na hřbitově, patří profesor ČVUT Alfréd Bolek a jeho manželka pianistka Erna Grünfeldová.

## Galerie

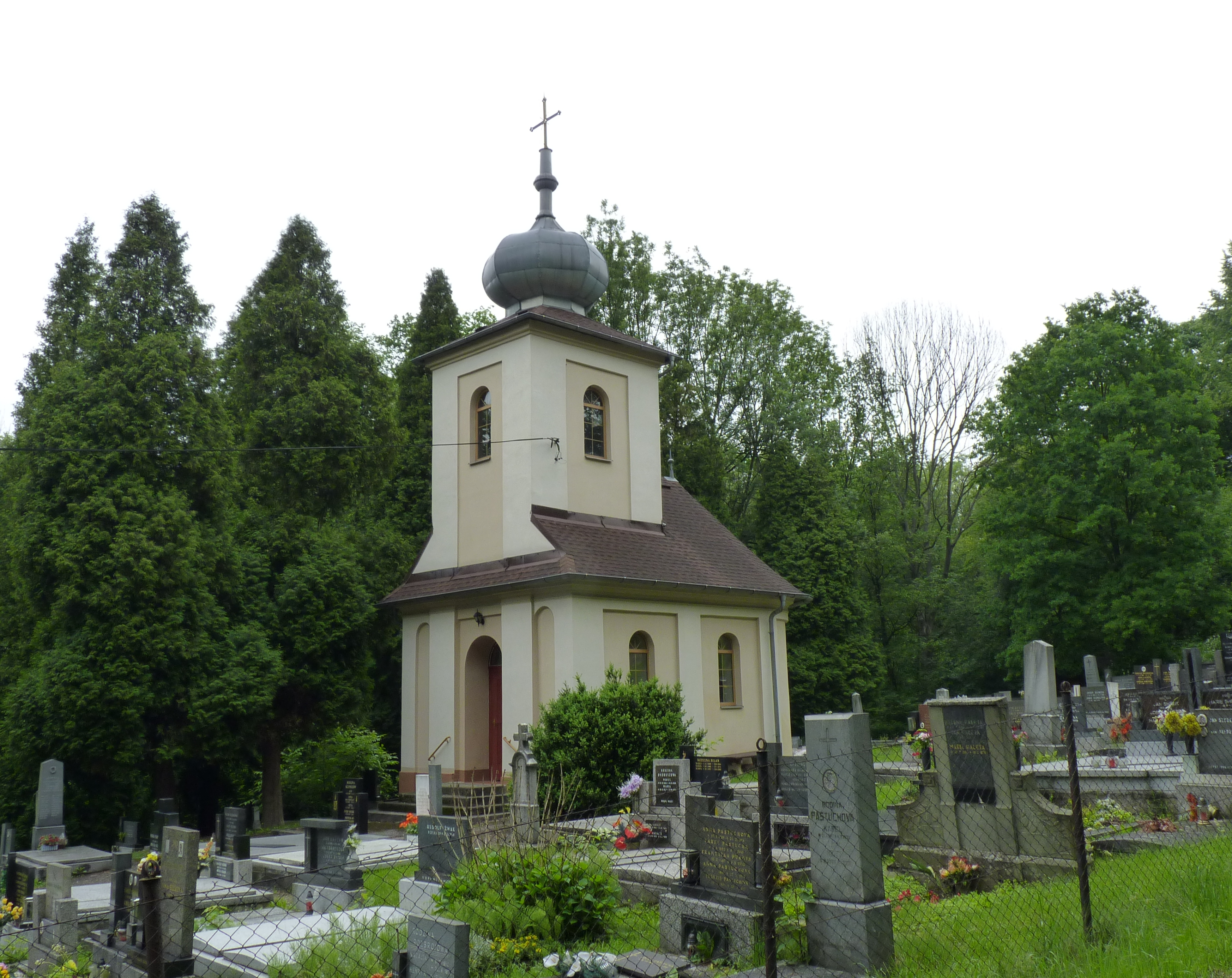
Pohled na hřbitov v roce 2012
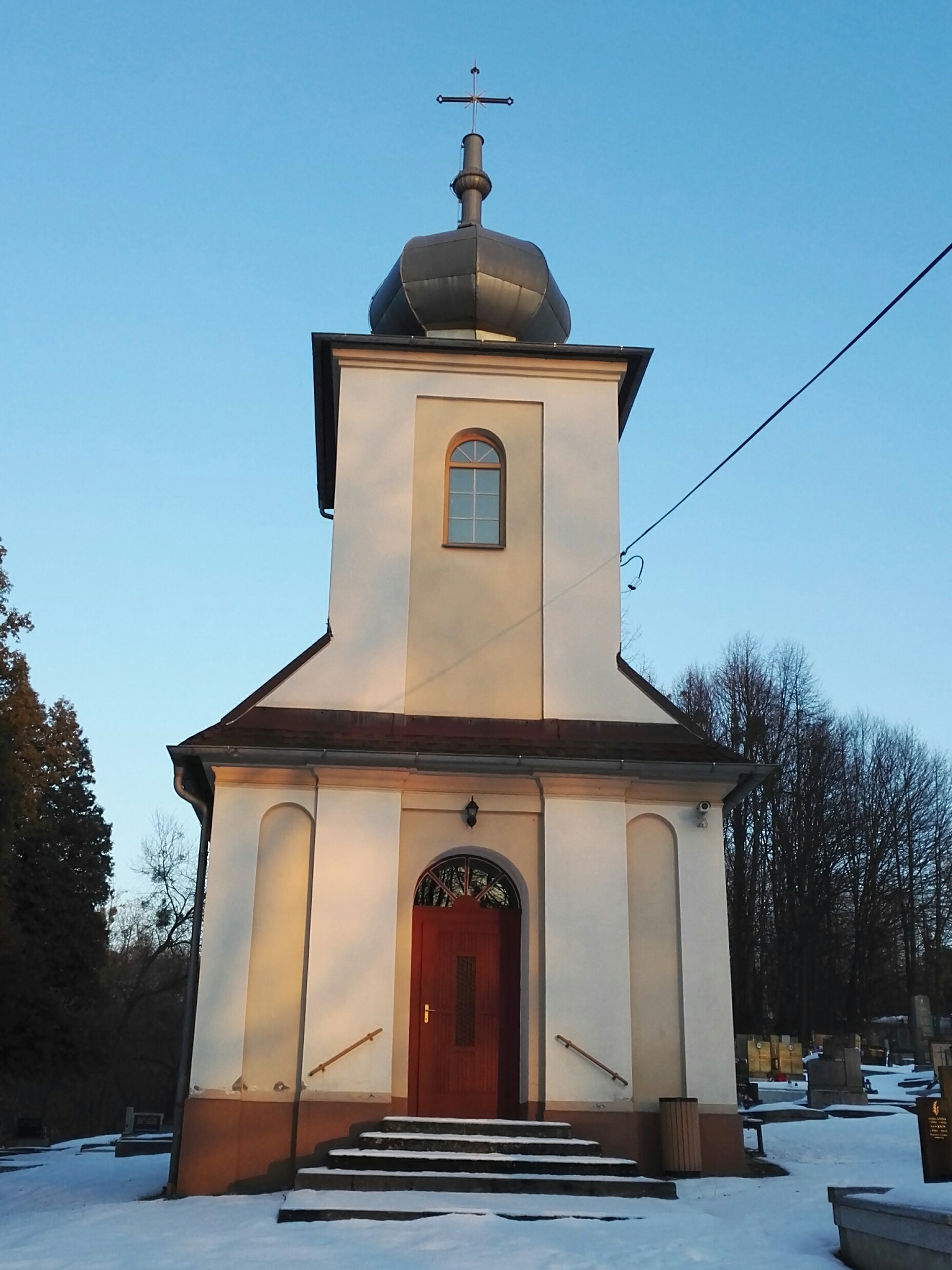
Průčelí hřbitovní kaple
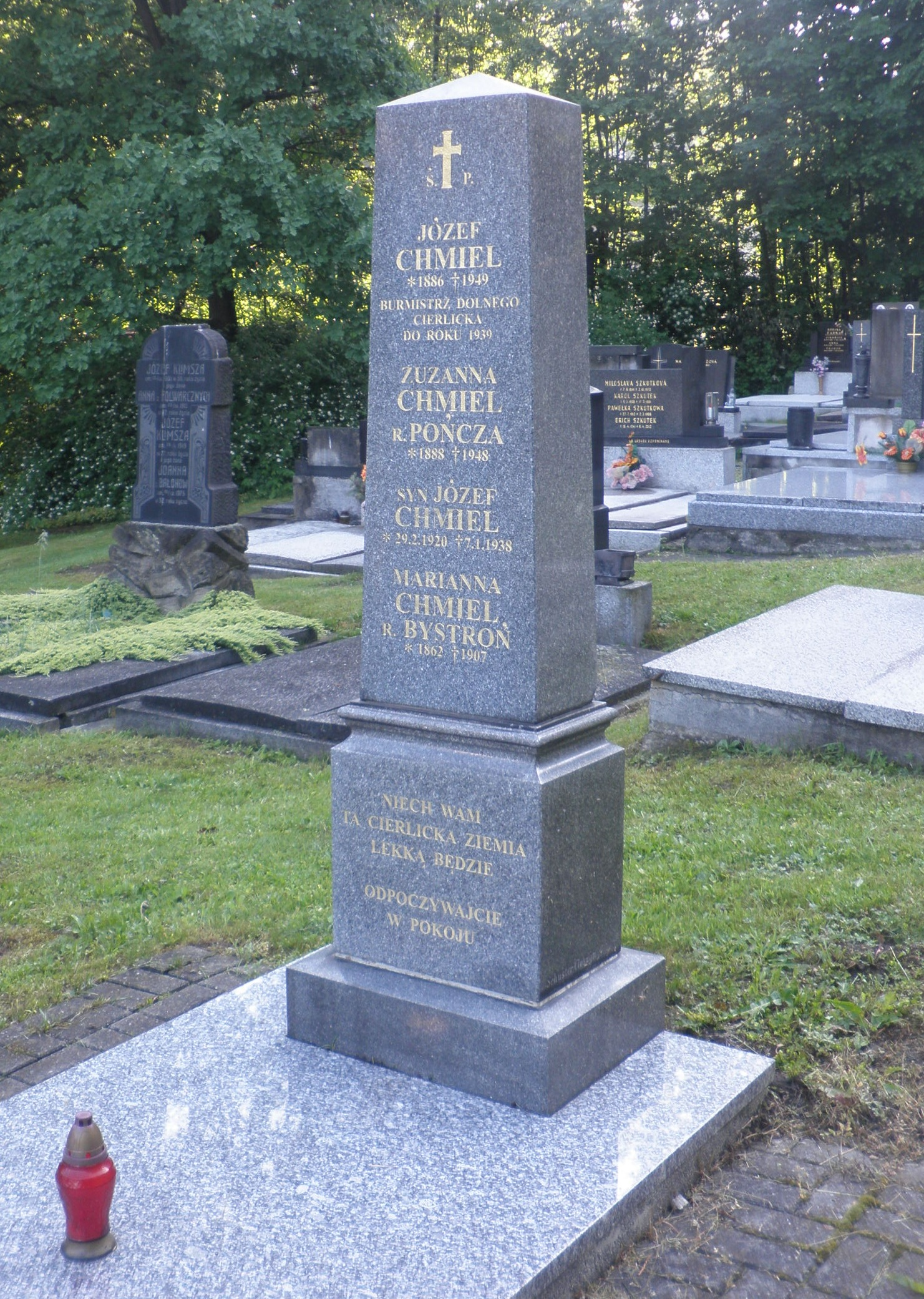
Náhrobek těrlického starosty J. Chmiela
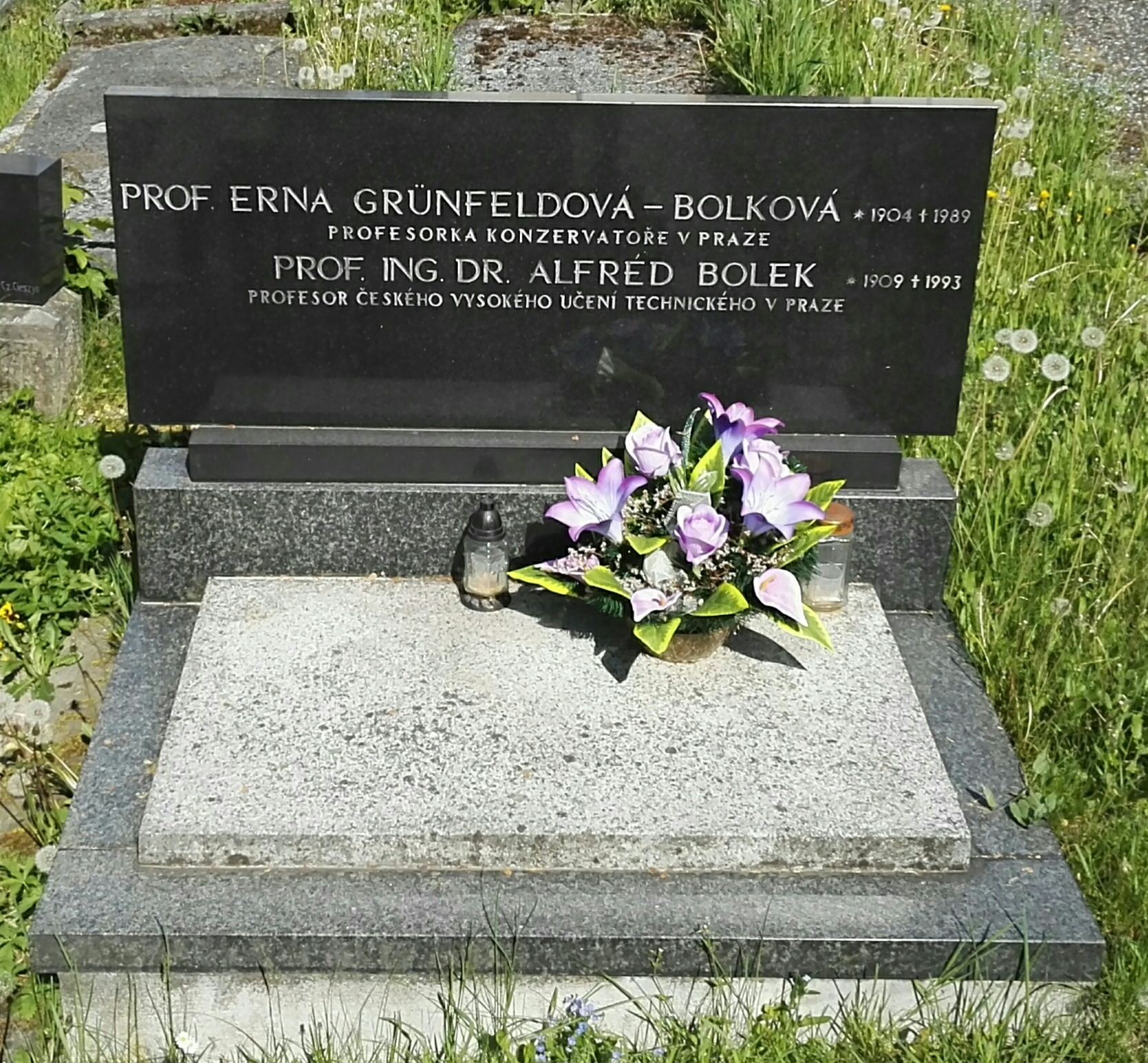
Náhrobek A. Bolka a E. Grünfeldové
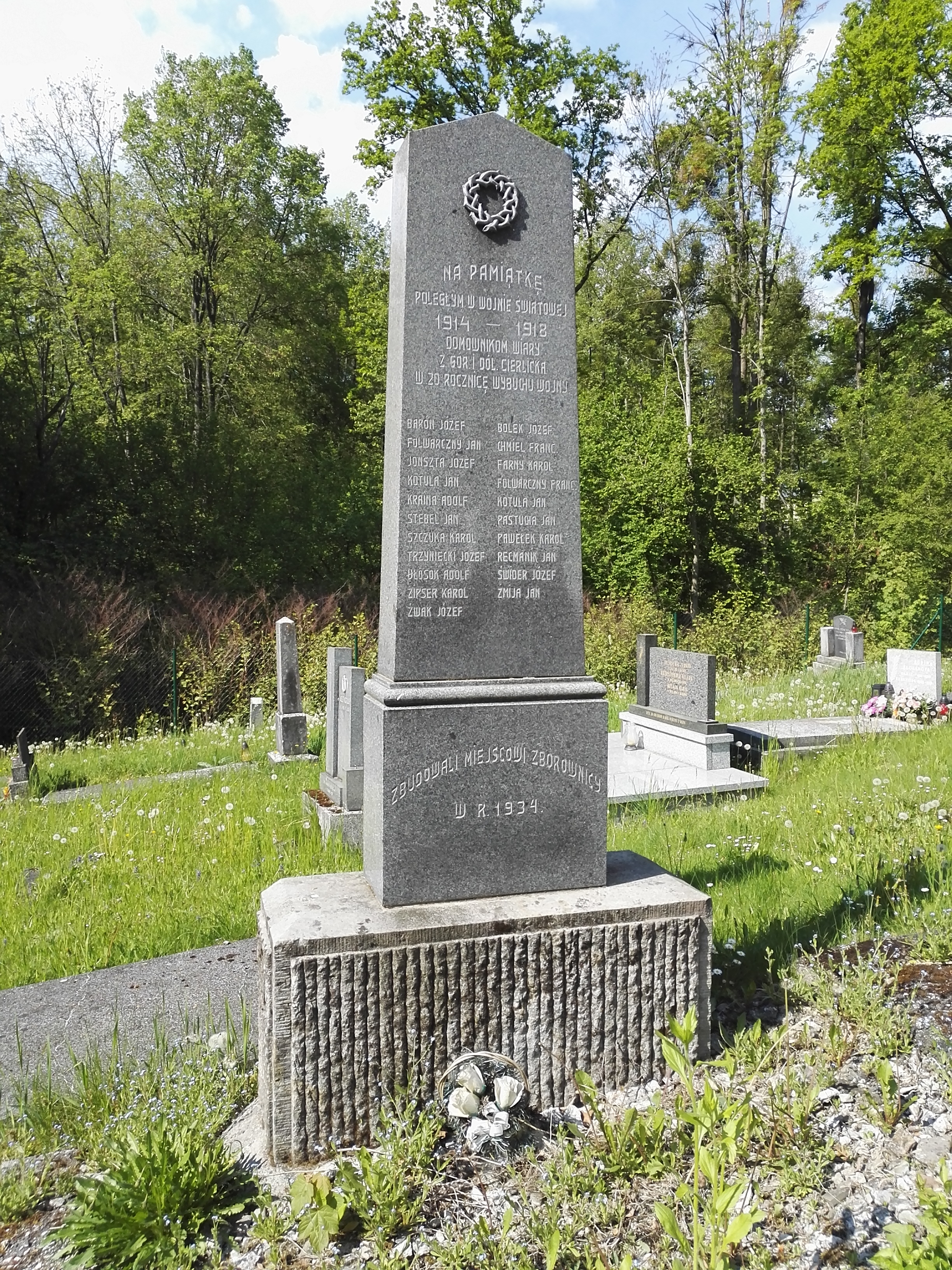
Pomník padlým v První světové válce